# The Twisted World of Marge Simpson
"The Twisted World of Marge Simpson" är avsnitt 11 från säsong åtta av Simpsons och sändes på Fox i USA den 17 januari 1997. Avsnittet skrevs av Jennifer Crittenden och regisserades av Chuck Sheetz. Jack Lemmon gästskådespelade som Frank Ormand, Marcia Wallace som Edna Krabappel och Joe Mantegna som Fat Tony. I avsnittet startar Marge Simpson en egen firma där hon säljer kringlor.

## Handling
Springfield Investorettes har ett möte där alla utom Marge vill spendera sina intäkter på högriskprojekt och hon blir utkastad. Lisa övertalar henne att starta en egen firma och hon och familjen besöker en franchisemässa. På mässan är också hennes gamla förening, Springfield Investorettes som blir medlemmar i "Fleet-A-Pita". Marge tänkte gå med i samma förening men ändrar sig och faller för "Pretzel Wagon" som ägs av Frank Ormand. Efter att Marge sett instruktionsvideon börjar hon baka sina egna kringlor och tillsammans med Homer, Bart och Lisa försöker hon sälja kringlor.
Marge ställer upp sin vagn utanför Springfields kärnkraftverk och Homer övertygar sina kollegor att handla där, men just då kommer Fleet-A-Pita och de går och handlar där istället. Lisa tycker att de ska erbjuda gratis smakprover under en basebollmatch, men innan publiken hinner äta kringlorna börjar de kasta dem mot Mr. Burns efter att han vunnit en 1997 Pontiac Astro Wagon och Marges kringlor knockar Whitey Ford.
Homer bestämmer sig för att söka upp Frank Ormand för tips men det visar sig att han har avlidit. Homer kontaktar därför Fat Tony och han lovar hjälpa Marges företag. Nästa dag stänger Springfields maffia ner alla Marges konkurrenter som Luigi's, flickscouterna och Fleet-A-Pita. Marge börjar leverera kringlor överallt, det blir också den enda rätten som säljs i skolkafeterian. Marge är glad tills Fat Tony besöker henne för att få pengarna för sitt arbete, 100% av alla intäkter. De ger henne 12 timmar att skaffa fram pengarna. Homer berättar för Marge vad han gjort, hon blir ledsen men accepterar situationen, hon tänker inte ge dem pengar och hon fortsätter baka kringlor. På morgonen då Fat Tony kommer för att hämta pengarna är Investorettes också där med Yakuza. De två maffiagängen börjar slåss med varandra medan Marge och Homer går och äter frukost och barnen vaknar och frågar sina föräldrar vad som hänt. De blir ombedda att gå och lägga sig igen då de bara är ett maffiakrig som pågår i deras trädgård.

## Produktion
Avsnittet handlar om två rivaler inom snabbmat, författarna valde rätterna pitabröd och kringlor för de hade börjat bli populära. Josh Weinstein anser att de borde haft några andra rätter då maträtterna inte är mode längre. Kocken på Fleet-A-Pita-vagnen är en tidig version av "Khlav Kalash-mannen" från "The City of New York vs. Homer Simpson". På mässan är flera företag baserade på riktiga företag som utlovar en snabb vinst. En scen klipptes bort där Homer gav en tumme ner till Marges kringlor.
Avsnittet skrevs av Jennifer Crittenden. Repliken då Homer säger till Marge att han hade rätt lades in av Dan Castellaneta. Då Cletus ropar på sina barn är namnen trendiga namn från 1990-talet. Bilen Pontiac Astro Wagon som Mr. Burns vinner är baserad på en riktiga bil. Slutscenen med kriget mellan maffian lades in av Matt Groening då de inte kommit på ett bra slut. Gästskådespelade i avsnittet gjorde Jack Lemmon som Frank Ormand, Marcia Wallace som Edna Krabappel och Joe Mantegna som Fat Tony.

## Kulturella referenser
Scenen då maffian förstör för alla Marges konkurrenter är en referens till Maffiabröder. Frank Ormands tal är en referens till Tom Joad i John Steinbecks Vredens druvor. Lemmons rollfigur Frank Ormand är baserat på Shelley Levene i Glengarry Glen Ross, som också Lemmon spelade. Gil Gunderson som senare introducerades i "Realty Bites" blev baserad på Levene. Rumer och Scout som är två av Cletus barn är en referens till Bruce Willis och Demi Moores barn.

## Mottagning
Avsnittet hamnade på plats 55 över mest sedda program under veckan med en Nielsen ratings på 8,2, vilket gav åtta miljoner hushåll. Det var det fjärde mest sedda programmet på Fox under veckan. I boken I Can't Believe It's a Bigger and Better Updated Unofficial Simpsons Guide har Warren Martyn och Adrian Wood kallat avsnittet för en smart, ovanlig idé för att avsnitt handlar om mellanklassen som blir affärskvinnor i en småstad. Scenen med Cletus barn är enligt Josh Weinstein den första klassikern i avsnittet medan den andra är då publiken kastar sina gratis kringlor på en basebollarena och träffar Whitey Ford. Ford-scenen är placerad på plats 24 över ESPN.coms lista över de 100 bästa sportögonblicken under 2004. Greg Collins som skrev listan har sagt att varje gång det ser ut att bli ett slagsmål på en basebollarena citerar han avsnittet. The A.V. Club anser att basebollkommentatorns kommentar om kringlorna är ett citat som kan användas i varje situation.